# Spofford
Spofford is een plaats (city) in de Amerikaanse staat Texas, en valt bestuurlijk gezien onder Kinney County.

## Demografie
Bij de volkstelling in 2000 werd het aantal inwoners vastgesteld op 75.
In 2006 is het aantal inwoners door het United States Census Bureau geschat op eveneens 75.

## Geografie
Volgens het United States Census Bureau beslaat de plaats een oppervlakte van
0,7 km², geheel bestaande uit land. Spofford ligt op ongeveer 308 m boven zeeniveau.

## Plaatsen in de nabije omgeving
De onderstaande figuur toont nabijgelegen plaatsen in een straal van 44 km rond Spofford.